# Карафа ди Катандзаро
Кара̀фа ди Катандза̀ро (на италиански: Caraffa di Catanzaro, на арбърешки: Garafa, Гарафа) е село и община в Южна Италия, провинция Катандзаро, регион Калабрия. Разположено е на 358 m надморска височина. Населението на общината е 1956 души (към 2012 г.).
В това село живее албанско общество, наречено арбъреши. Те са се заселили в този район между XV и XVIII век като бежанци от османското владичество. Село Карафа ди Катандзаро е част от етнографическия район Арберия.